# 空襲下の日本
「空襲下の日本」（くうしゅうかのにほん）は、1933年（昭和8年）に発表された海野十三による日本の短編SF小説、架空戦記。新潮社の雑誌『日の出』1933年4月号の付録として編集された「国難来る！日本はどうなるか」という冊子に掲載された。

## 概要
この年8月11日には関東地方一円で防空演習が実施されている。本作は、帝都東京が連合国軍機の無差別爆撃を撃退するさまを描写し、防空の概念とその重要性を説いた。ゲルニカ爆撃（初の都市無差別爆撃）の4年前、東京大空襲の11年前のことだった。
海野は前年の1932年に長編『防空小説 爆撃下の帝都』を博文館から刊行している（元は雑誌『朝日』に「空襲葬送曲」として発表した作品）。こちらの作品にも、東京が無差別爆撃に晒され、民衆が虐殺される場面がある。